# Som Imaginário
Som Imaginário é uma banda brasileira formada no princípio da década de 1970, no Rio de Janeiro, criada, primeiramente, para acompanhar o cantor Milton Nascimento no show "Milton Nascimento, ah, e o Som Imaginário".
Além deste artista, o Som Imaginário acompanhou em gravações MPB-4, Taiguara, Marcos Valle, Gal Costa, Odair José, Carlinhos Vergueiro, Sueli Costa e Simone, dentre outros. 
Contou com a participação do músico Wagner Tiso antes de sua carreira solo. O músico Frederyko (ou Fredera), também pintor, escultor e jornalista, era o guitarrista. Tavito (violão), Robertinho Silva (bateria), Luiz Alves (baixo), Naná Vasconcelos (percussão) e Zé Rodrix (vocais e piano) foram outros músicos que mais tarde ganharam notoriedade que também passaram pela banda. 
O grupo passou por várias mudanças de formação e lançou no total três discos. 

## História

### Primeira fase
Wagner Tiso era vizinho de rua de Milton Nascimento, e com ele fez parte do grupo W’s Boys. Em 1967, Milton estourou no II Festival Internacional da Canção com “Travessia” e Tiso resolveu formar um grupo com os amigos músicos de baile para apoiar o cantor, com Robertinho Silva, Luiz Alves, Tavito e Zé Rodrix.
O grupo passou 1969 ensaiando e, na Quarta-feira de Cinzas do ano seguinte, estreou no Teatro Opinião o show “Milton Nascimento, ah, e o Som Imaginário”. Mais tarde, em uma temporada na boate Sucata, o Som incorporou o guitarrista carioca Fredera.
Em 1970, o grupo se apresentou na quinta edição do Festival Internacional da Canção (FIC) com a música "Feira Moderna". No mesmo ano, convidados pelo produtor Mariozinho Rocha, lançam seu primeiro álbum, Som Imaginário, com repertório autoral com músicas escritas em português e em inglês. Além de “Feira moderna”, entraram faixas que virariam clássicos da psicodelia brasileira, como “Morse”, “Super-God”, “Sábado” e “Hey, man”. Participaram do álbum Fredera (guitarra), Wagner Tiso (piano), Robertinho Silva (bateria), Luiz Alves (baixo), Tavito (guitarra base) e Zé Rodrix (órgão).
Com a saída de Zé Rodrix, que se juntou à dupla Sá & Guarabyra, os vocais principais do Som Imaginário foram assumidos por Fredera, que tomou a frente do grupo no segundo álbum, Som Imaginário, de 1971. O disco trazia uma psicodelia ainda mais radical, com canções contestadoras, cheias de mensagens cifradas, compostas pelo guitarrista, como “Cenouras” e “A nova estrela”.
Em 1972, Fredera fugiu para Belo Horizonte, perseguido pela polícia da ditadura por “abrigar guerrilheiros em casa”.
Em 1973, sai o álbum Matança do Porco, no qual o pianista Wagner Tiso assina sozinho sete dos nove temas que compõem o repertório e que contou com os vocais de Milton Nascimento. A formação que participou da gravação foi Fredera (guitarra), Luiz Alves (baixo), Robertinho Silva (bateria) e Wagner Tiso (piano e órgão). Essencialmente instrumental, o disco tem poucos vocais, e sonoridade fusion, com fortes ecos do rock progressivo.
Agora com Tiso na liderança, o Som Imaginário ainda seguiu até 1976.

### Retorno
Em 2012, depois de quase 40 anos depois da última apresentação do grupo, ocorreu a reunião de Wagner Tiso, Luiz Alves, Robertinho Silva, Tavito e Nivaldo Ornelas no projeto "Wagner Tiso e o Som Imaginário". Com apoio do Sesc, o grupo fez três apresentações na unidade do Belenzinho e depois não parou mais.
No início de 2013, Wagner convidou o guitarrista Victor Biglione para ser o sexto integrante do grupo. 
Em sexteto, o show do "Som Imaginário" fechou a Virada Cultural de São Paulo com um show no Theatro Municipal e também estreou no Rio de Janeiro, na casa de shows Circo Voador.
Em 2 de junho de 2023, viabilizado pelo selo inglês Far Out Recordings sai o quarto álbum da banda, denominado Banda da Capital, um registro inédito de show apresentado pelo grupo no Colégio Marista, em Brasília (DF), em 4 de outubro de 1976 para celebrar o Dia da Natureza.

## Integrantes

### Formação atual
- Victor Biglione - guitarra
- Luiz Alves - baixo
- Wagner Tiso - piano e órgão
- Robertinho Silva - bateria
- Nivaldo Ornelas - saxofone / flautas

### Ex-integrantes
- Frederyko atualmente mais conhecido como Fredera - guitarra
- Zé Rodrix - órgão, percussão voz e flautas
- Laudir de Oliveira - percussão
- Naná Vasconcelos - percussão
- Toninho Horta - guitarra
- Paulinho Braga - bateria
- Jamil Joanes - baixo
- Tavito - violão

## Discografia

### Álbuns de estúdio
- Som Imaginário (1970)
- Som Imaginário (Nova Estrela) (1971)
- Matança do Porco (1973)
- Banda da Capital (2023)

### Com Milton Nascimento
- Milton (1970)
- Milagre dos Peixes ao Vivo (1974)